# Il cielo dentro me
Il cielo dentro me è un singolo di Annalisa Minetti pubblicato il 14 novembre 2006.
Il brano è stato scritto per il testso da Stefano Sconocchia e per la musica da Eleonora Giudizi.

## Tracce
1. Il cielo dentro me – 4:01 (testo: Stefano Sconocchia – musica: Eleonora Giudizi)